# 川島夕空
川島 夕空（かわしま ゆあ、2008年6月20日 - ）は、日本の女優。元子役。埼玉県出身。スターダストプロモーション所属。

## 略歴
2013年、5歳の時に子役として活動を開始。NEWSエンターテインメントに所属。
2015年3月から2019年3月まで4年間にわたり、NHK Eテレの教育エンターテイメント番組『みいつけた!』で3代目スイちゃん役を務める。
2019年度後期のNHK連続テレビ小説『スカーレット』で、戸田恵梨香演じるヒロイン・川原喜美子の幼少時代を演じる。
2020年3月、スターダストプロモーションに移籍。

## 人物
2020年1月時点での身長は133cm。
趣味・特技は手芸・スイーツ作り・ピアノ・空手・ダンス・書道。
将来の夢は長澤まさみのように「面白い役からカッコイイ役までできる女優さん」になること。

## 出演

### 映画
- 柘榴坂の仇討（2014年） - 出店の客 役
- お盆の弟（2015年）[11]
- 進撃の巨人（2015年） - 迷子になる女の子 役
- シン・ゴジラ（2016年） - 警察に保護される兄妹（妹）[12]

### テレビドラマ
- 連続テレビ小説（NHK総合）
  - 花子とアン（2014年） - 少女 役
  - スカーレット（2019年9月30日 - 10月10日・23日・11月13日・12月25日・2020年1月23日・27日・2月4日・24日・26日） - 川原喜美子（幼少期） 役[6][7][9]
- 森村誠一の喪中欠礼〜終着駅の牛尾刑事VS事件記者冴子（2014年12月27日、テレビ朝日） - 5歳の千里 役
- 緊急取調室 2nd SEASON 第1話（2017年4月20日、テレビ朝日） - 綾野舞 役
- グッド・ドクター（2018年7月12日 - 9月13日、フジテレビ） - 相川奈緒 役[2]
- 内田康夫サスペンス『警視庁岡部班2』〜多摩湖畔殺人事件〜（2018年11月12日、TBS） - 橋本千晶（幼少期） 役
- レ・ミゼラブル 終わりなき旅路（2019年1月6日、フジテレビ） - 田辺瑛里華 役
- 二月の勝者-絶対合格の教室-（2021年10月16日 - 12月18日、日本テレビ） - 山本佳苗 役[13]
- となりのチカラ 最終話（2022年3月31日、テレビ朝日） - 転校生 役
- ちはやふる-めぐり- 第6話・第7話（2025年8月13日・20日、日本テレビ） - 入江 役

### ウェブドラマ
- 二月の勝者〜胸騒ぎの自習室〜（2021年11月20日配信、Hulu） - 山本佳苗 役[14]

### テレビ番組
- みいつけた!（2015年3月30日 - 2019年3月29日、NHK Eテレ） - スイちゃん〈3代目〉、ズル田ズル夫〈2代目〉、名探偵スイームズ〈初代〉、川原喜美子（幼少期）、雷ちゃん、あさひにんじゃ 役
- へんしん!ダンコちゃん（2020年7月4日 - 、NHK Eテレ） - ダンコちゃん 役（声のみ）
- ベストアーティスト（2021年11月17日、日本テレビ） - NEWSの「未来へ」合唱（『二月の勝者-絶対合格の教室-』主要生徒キャストと共に）[15]

### CM
- スーパー田子重（2013年）
- 三菱自動車「家族でお店へ篇」（2013年）
- Panasonicリフォーム（2014年）
- B-R サーティワン アイスクリーム「サーティワンLOVE!宣言 篇」（2014年）
- リクナビNEXT（2015年）
- フジパン、本仕込（2019年）